# Odense Tamburkorps
Odense Tamburkorps er et lille marcherende orkester fra Odense. Orkestret er medlem af DDS og af Landsgarderforeningen, LGF.

## Historie
Korpset blev oprettet i 1939 som et pigespejderorkester under Karen Brahe Division. Senere i 1965 fik drenge lov til at spille med i orkestret. 
I årene op til sammenslutningen af DDS og De blå pigespejdere i 1973 ændrede orkestret navn til Odense Tamburkorps, hvilket det stadig hedder i dag. Året efter sammenlægningen 
skulle der findes en fælles uniform, for både drenge og piger. Man nåede dog ikke til enighed inden DDS landsorkesterstævnet i 1971. Som protest imod at pigerne ikke måtte bære bukser, gik alle drenge det år i nederdel til den store koncert. I denne periode var Kirsten Woidermann orkesterleder. 
I 1975 havde Odense Tamburkorps en stor mangel på instruktører, og var en overgang ved at lukke. Man havde i denne periode kun en instruktør til alle instrumentgrupper. 
I 1978 spillede Odense Tamburkorps for første gang en større koncert med altfløjte. Koncerten blev spillet i Norköbing. 
I 1984 var Odense Tamburkorps til et international Musikstævne i Calella i Spanien. I denne forbindelse skulle orkestret spille til et stort fodboldshow på Camp Nou. Odense Tamburkorps spillede også til den efterfølgende afskeds reception, for FC Barcelona spilleren, Quini.
I 1986 spillede Odense Tamburkorps for det svenske kongepar, i anledningen af byen Östersund jubilæum. 
I sommeren 2017 debuterede Odense Tamburkorps ved DM for bygarder med en 5. plads i koncert for Trommekorps og en 7. plads i koncert for Tamburkorps. 
Odense Tamburkorps fået egen hytte i Odense NV.

## Orkestret til daglig
Orkestrets daglige ledelse foretages af Gruppeleder Lis Nowak. Desuden varetages en række opgaver af bestyrelsesmedlemmer samt instruktører.